# Roßbach (Oberösterreich)

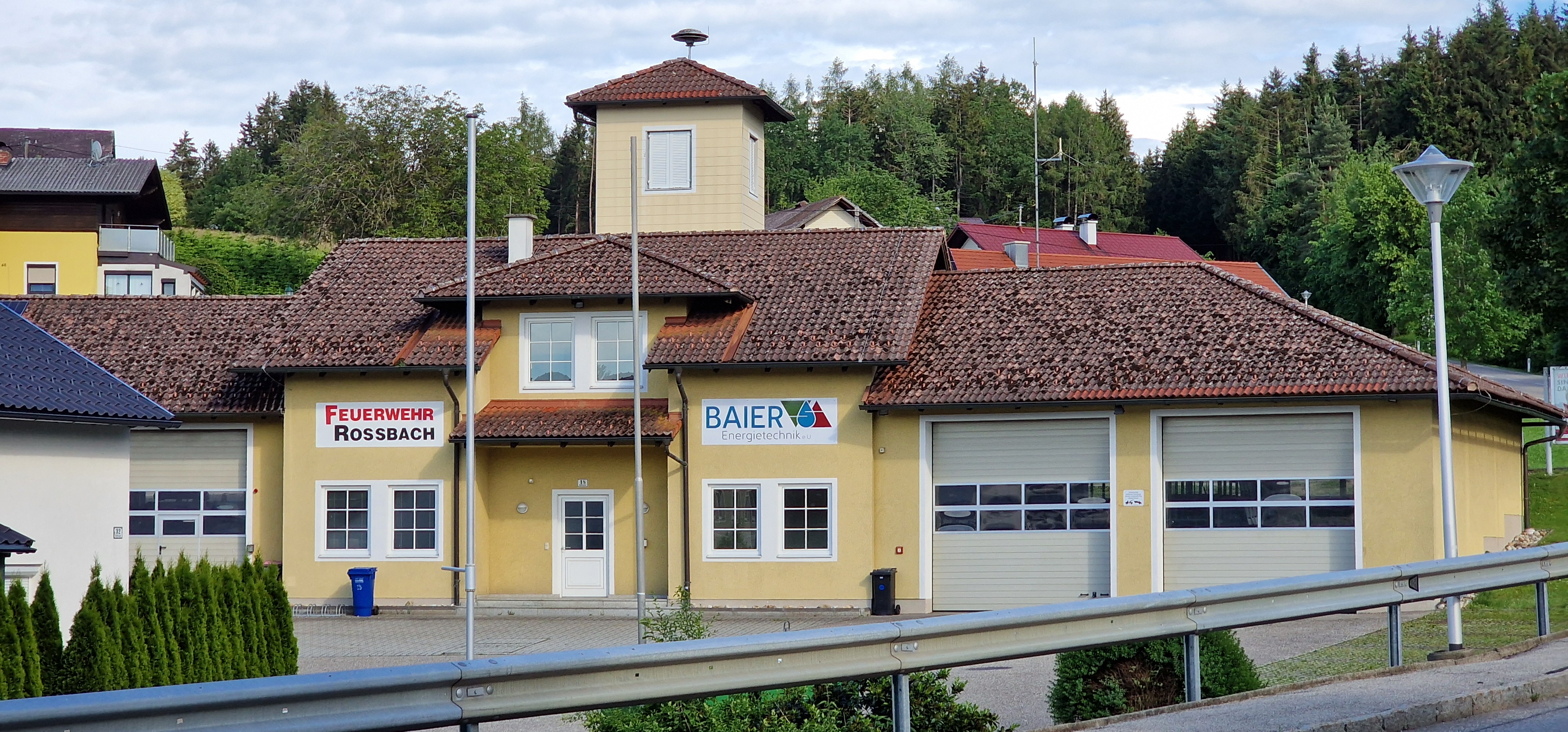
Freiwillige Feuerwehr Roßbach

Roßbach (auch Rossbach) ist eine Gemeinde in Oberösterreich im Bezirk Braunau am Inn im Innviertel mit 890 Einwohnern (Stand 1. Jänner 2025).

## Geografie
Roßbach  liegt auf 442 m Höhe im Innviertel. Die Ausdehnung beträgt von Nord nach Süd 6,6 km, von West nach Ost 5,1 km.
Die Gesamtfläche beträgt 14,8 km². 30,4 % der Fläche sind bewaldet, 63,5 % der Fläche sind landwirtschaftlich genutzt.

### Gemeindegliederung
Das Gemeindegebiet umfasst folgende 22 Ortschaften (in Klammern Einwohnerzahl Stand 1. Jänner 2025):
- Bruckwies (16)
- Buch (44)
- Edt (129)
- Fraham (91)
- Frieseneck (10)
- Grünau (21)
- Gschaidt (42)
- Hinteredt (23)
- Hofing (32)
- Hub (24)
- Jaiding (49)
- Krottenthal (2)
- Parschalling (10)
- Rödham (29)
- Roßbach (260)
- Schiefeck (23)
- Schwathof (11)
- Thal (15)
- Ursprung (16)
- Wesen (26)
- Wolfeck (10)
- Zechleiten (7)

Die Gemeinde besteht aus den Katastralgemeinden Rödham, Fraham und Roßbach.
Der zuständige Gerichtsbezirk ist der Gerichtsbezirk Braunau am Inn.

### Nachbargemeinden
|          | Altheim                                     | St. Veit im Innkreis |
| Treubach | Kompassrose, die auf Nachbargemeinden zeigt | Aspach               |
|          | Höhnhart                                    |                      |

Die unmittelbar an Roßbach angrenzenden Gemeinden sind Aspach, Höhnhart, St. Veit im Innkreis, Treubach und die Stadtgemeinde Altheim.

## Geschichte
Seit Gründung des Herzogtums Bayern war der Ort bis 1779 bayrisch und kam nach dem Frieden von Teschen mit dem Innviertel (damals 'Innbaiern') zu Österreich. Während der Napoleonischen Kriege wieder kurz bayrisch, gehört er seit 1814 endgültig zu Oberösterreich. Nach dem Anschluss Österreichs an das Deutsche Reich am 13. März 1938 gehörte der Ort zum Gau Oberdonau. Nach 1945 erfolgte die Wiederherstellung Oberösterreichs.

### Einwohnerentwicklung
1991 hatte die Gemeinde laut Volkszählung 892 Einwohner, 2001 dann 947 Einwohner. Die starke Zunahme erfolgte, da Geburtenbilanz und Wanderungsbilanz positiv waren. Von 2001 bis 2011 war dann die Abwanderung stärker als die Zuwanderung, der Abgang konnte aber durch die Geburtenbilanz ausgeglichen werden, sodass die Einwohnerzahl leicht auf 950 stieg.

## Kultur und Sehenswürdigkeiten

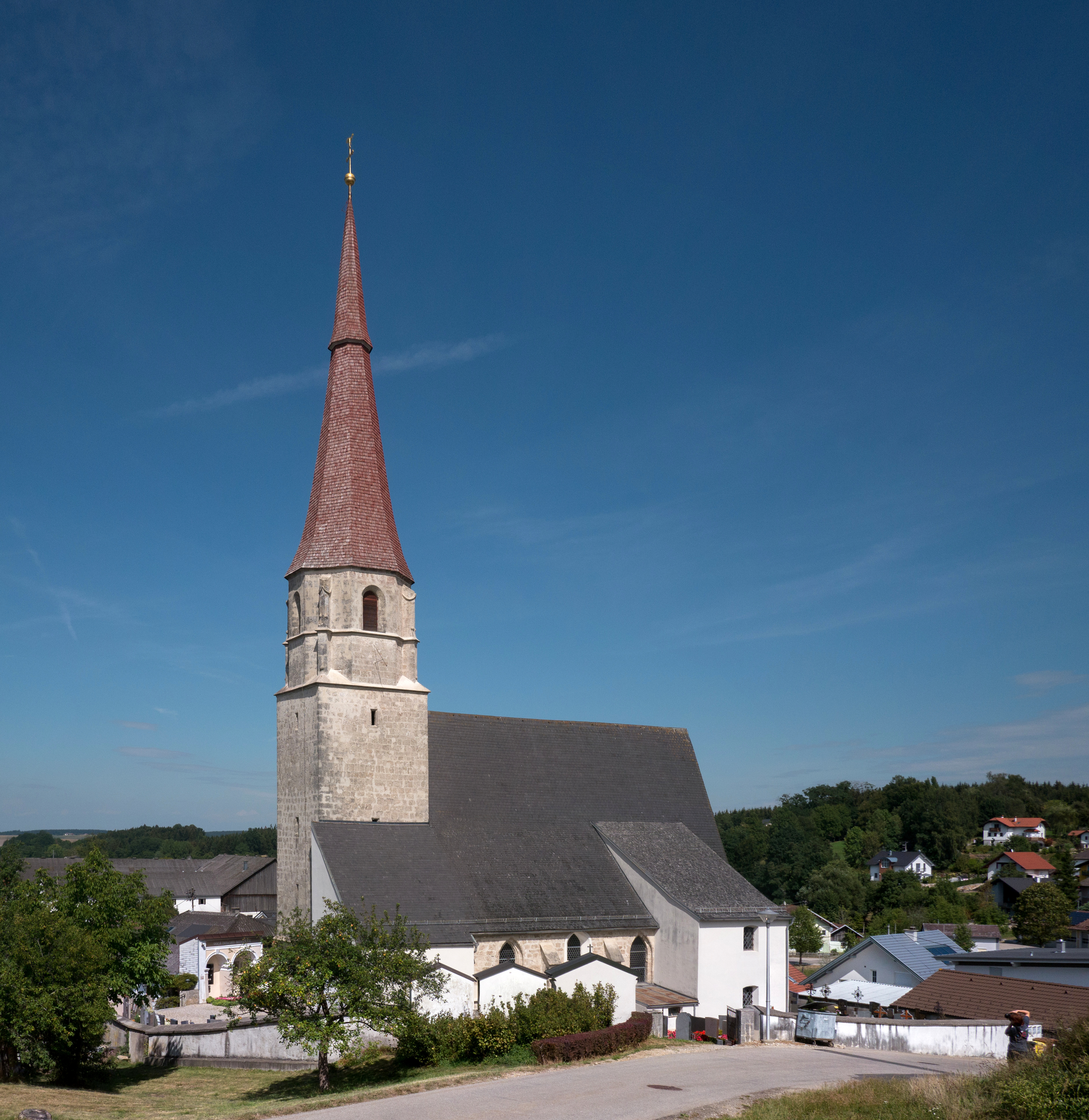
Pfarrkirche Roßbach

- Katholische Pfarrkirche Roßbach hl. Jakobus der Ältere
- Ehemaliger Pfarrhof Roßbach (in Privatbesitz)
- Heimatmuseum
- Heimkehrerwaldkapelle
- Friedens-Weg (Wanderroute rund um Kapellen, Marterl, Weg- und Wetterkreuze in Roßbach und St. Veit im Innkreis)

## Wirtschaft und Infrastruktur

### Vereine
Obwohl die Gemeinde lediglich eine Fläche von 14,95 km² umfasst und 950 Einwohner zählt, gibt es diverse Vereine. Dazu gehören u. a.:
- Achtaler Jagdhornbläser
- Nah und Frisch Geschäft in Roßbach[5] und Fraham[6]
- Freiwillige Feuerwehr(FF) Roßbach; FF Rödham und FF Fraham
- Gesunde Gemeinde
- Goldhauben- u. Kopftuchgruppe Roßbach
- Jägerschaft Roßbach
- Kameradschaftsbund Roßbach-St. Veit
- Kath. Frauenbewegung Roßbach
- Musikverein Roßbach
- Pensionistenverband Roßbach-St. Veit
- Sportunion Treubach/Roßbach-Fußball
- Tennisclub Roßbach
- Verein Landleben Roßbach (Bäuerinnen)/(Ortsbauernschaft)

## Politik
Der Gemeinderat hat 13 Mitglieder.

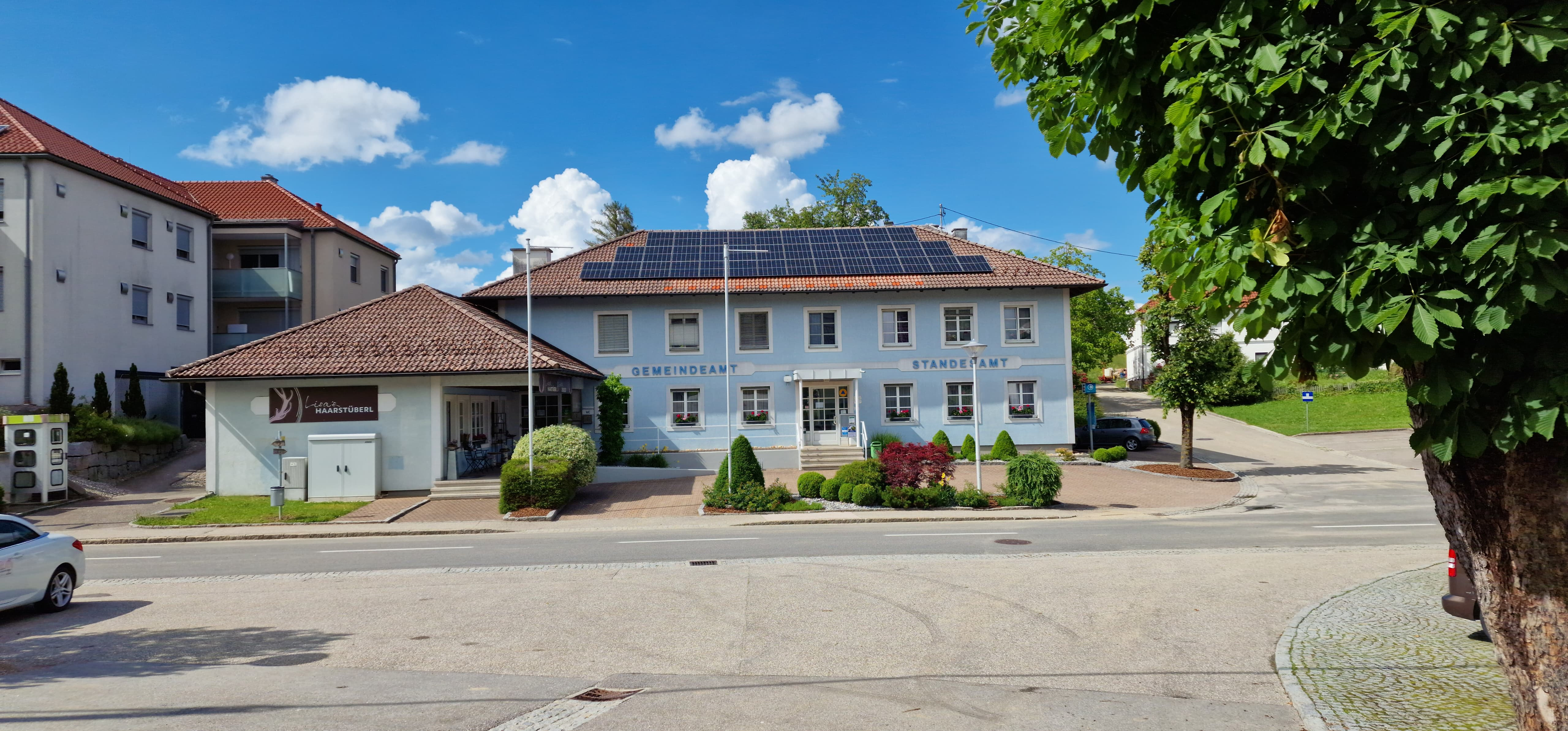
Gemeindeamt in Roßbach Ortsmitte

- Mit den Gemeinderats- und Bürgermeisterwahlen in Oberösterreich 2003 hatte der Gemeinderat folgende Verteilung: 7 ÖVP, 5 SPÖ und 1 FPÖ.Gemeindeamt in Roßbach Ortsmitte
- Mit den Gemeinderats- und Bürgermeisterwahlen in Oberösterreich 2009 hatte der Gemeinderat folgende Verteilung: 7 ÖVP, 3 SPÖ und 3 FPÖ.
- Mit den Gemeinderats- und Bürgermeisterwahlen in Oberösterreich 2015 hatte der Gemeinderat folgende Verteilung: 7 ÖVP, 3 SPÖ und 3 FPÖ.
- Mit den Gemeinderats- und Bürgermeisterwahlen in Oberösterreich 2021 hat der Gemeinderat folgende Verteilung: 9 ÖVP, 2 FPÖ und 2 SPÖ.[7][8]

### Bürgermeister
- ab 1946 Georg Katzlberger (ÖVP)
- ab 1961 Alois Lindlbauer (ÖVP)
- ab 1976 Josef Weinberger (ÖVP)
- ab 1978 Franz Baier (ÖVP)
- ab 1991 Franz Baier (ÖVP)
- ab 2000 Franz Moser (SPÖ)[9]
- ab 2003 Josef Hartwagner (ÖVP)
- seit 2009 Franz Bernroitner (ÖVP)[10]

### Wappen
Die offizielle Beschreibung des Gemeindewappens lautet wie folgt: Über silbernem Schildfuß, darin eine blaue Wellenleiste, in Rot ein silberner Roßrumpf. Die Gemeindefarben sind  Blau-Weiß.
Der Ortsname Roßbach leitet sich vom „Bach“, an welchem Rösser zur Tränke und Schwemme geführt wurden, ab.
Am 27. März 1972 fand die Verleihung des Gemeindewappens und die Genehmigung der vom Gemeinderat am 27. Jänner 1972 festgesetzten Gemeindefarben durch den Beschluss der oberösterreichischen Landesregierung statt. Der Entwurf des Wappens stammt vom deutsch-österreichischen Maler und Bühnenbildner Martin Stachl, welcher unter anderem auch die Wappen der Gemeinden Feldkirchen bei Mattighofen, Geretsberg, Haigermoos und Pramet entwarf.

## Persönlichkeiten
- Georg Prader (1880–1942), Politiker